# Richwood (Teksas)
Richwood je grad u američkoj saveznoj državi Teksas. Prema popisu stanovništva iz 2010. u njemu je živjelo 3.510 stanovnika.